# 米島希
米島 希（よねしま のぞみ、4月25日 - ）は、日本の女性声優。スターライト・プロ、パワー・ライズを経てフリーランスになった。

## 出演
太字はメインキャラクター。

### テレビアニメ
- 恋姫†無双 シリーズ（2008年 - 2010年、孫策）- 2シリーズ
- 世界一初恋（2011年、編集者、家政婦）

### OVA
- 恋姫†無双 OVAシリーズ（2009年 - 2011年、孫策）- 3作品

### ゲーム
時期不明
- アルカディアコード

2004年
- 木漏れ日の並木道〜移り変わる季節の中で〜（雪桜姫乃）

2005年
- カルタグラ〜魂ノ苦悩〜（深水薫）

2010年
- 真・恋姫†夢想〜乙女繚乱☆三国志演義〜 呉編（孫策）
- fortissimo//Akkord:Bsusvier（里村紅葉）

2011年
- fortissimo EXA//Akkord:Bsusvier（里村紅葉）

2014年
- マギアブレイク
- Kadenz fermata//Akkord:fortissimo（里村紅葉）

2016年
- Strawberry Nauts -ストロベリーノーツ-（千奈朝霧）
- 果つることなき未来ヨリ（セツナ）

2017年
- はがねオーケストラ（ウズラ）
- ことのはアムリラート（ミオ、八百屋、リンの友人）

2018年
- 感染×少女（翠吟静わだち）

2021年
- POKER SOUL（姫乃里美）

### パチスロ
- 閃光騎兵メビウスクロス（アリシア、ソフィア）
- 麻雀物語

### 吹き替え
- ドライブ・アングリー3D（2011年）

### ナレーション
- 川崎市自治基本条例DVD
- アゼリアビジョン内CM

### ラジオ
- 創作童話朗読シリーズ（FM葛飾）
- キャンパスレディオカンパニー（FM世田谷）

## ディスコグラフィ

### キャラクターソング
| 発売日          | 商品名                                 | 名義           | 楽曲                                 | 備考                                                         |
| --------------- | -------------------------------------- | -------------- | ------------------------------------ | ------------------------------------------------------------ |
| 200？年？月？日 | auモバイルゲームソング「恋をするなら」 | ？             | 「恋をするなら」                     | ゲーム『？』キャラクターソング                               |
| 2010年4月21日   | 勇気凛凛                               | 演義ノ三乙女   | 「勇気凛凛」                         | テレビアニメ『真・恋姫†無双 〜乙女大乱〜』エンディングテーマ |
| 2010年4月21日   | 勇気凛凛                               | 演義ノ三乙女   | 「乙女ノ祈り」                       | テレビアニメ『真・恋姫†無双〜乙女大乱〜』関連曲              |
| 2010年7月21日   | 真・恋姫†無双 歌将大乱                 | 孫策（米島希） | 「もうひとつの名前〜雪蓮のテーマ〜」 | テレビアニメ『真・恋姫†無双〜乙女大乱〜』関連曲              |

### その他
- 萌えメロ＠アキバ系着信ボイス